# 김영춘 (군인)
김영춘(金永春,金英春, 1936년 3월 4일 ~ 2018년 8월 16일)은 조선민주주의인민공화국의 군인이자 정치인으로 국방위원회 위원, 조선인민군 총참모장이었다. 함경북도 회령 출신이다.
소비에트 연방의 프룬제 군사 아카데미에 유학한 뒤, 1986년에는 당중앙위원, 1992년에는 인민군 대장으로 승진했다. 김일성 사후의 반(反) 김정일 운동을 억제했고 김정일의 신임을 얻으면서, 국방위원회 위원이 되었다. 이후 최고인민회의 대의원을 지냈고, 조선인민군 총참모장에 선거되기도 하였다.
1994년 인민군 제6군단이 쿠데타 조짐을 보이자, 김정일에 의해 군단에 파견되어 정치지도원을 중심으로 한 군사 쿠데타 주도자를 함경남도 리원 비행장으로 유인하여 그들을 체포하였다. 6군단 쿠데타를 진압하는 직접적으로 행동했으나, 2010년 9월 28일에 있었던 당대표자회에서 리영호에게 권력이 밀려 정치국 상무위원으로 승격되지 못하고, 당중앙군사위에서 하급 의원직에 머물렀다.
2007년 4월 11일 만수대의사당에서 진행된 최고인민회의 제11기 제5차회의에서 조선민주주의인민공화국 국방위원회 부위원장에 선출되었다. 2월에는 북한 보안기구인 인민무력부장으로 취임했다.
2018년 8월 16일, 급성 심근경색으로 사망했다.

## 같이 보기
- 김영일
- 조선민주주의인민공화국 국방위원회
- 조선인민군